# Ивановка (Николаевский район, Николаевская область)
Ивановка (укр. Іванівка) — село в Николаевском районе Николаевской области Украины.
Население по переписи 2001 года составляло 567 человек. Почтовый индекс — 57145. Телефонный код — 512.

## Местный совет
57140, Николаевская обл., Николаевский р-н, с. Нечаянное, ул. Одесская, 17